# Alfredo Bogardo
Alfredo Bogardo (Drăgășani, 1908 – Milano, 1969) è stato un giornalista e scrittore italiano.
Nato in Romania da genitori italiani, diventa uno dei primi giornalisti sportivi del Corriere della Sera. Nel dopoguerra passa a Il Giorno di Enrico Mattei dopo aver militato nell'Avanti! clandestino..
Nel 1931 scrive il suo primo romanzo, Dalila innamorata. Negli anni '30 propone il galletto come simbolo del Bari Calcio, in polemica giornalistica con il collega Paolo Magrone che avrebbe preferito il pettirosso. È sepolto nel cimitero della frazione Bognassi nel comune di Varzi, paese natale della moglie.

## Opere principali
- Dalila innamorata, Milano, Sonzogno, 1931.
- La classifica fatale, Milano, Martucci, 1937.
- Questa maledetta guerra, Milano, Edizioni dell'arcobaleno, 1945
- Ancora due ore d'Italia, Milano, M. Gastaldi, 1950